# 可児島俊雄
可児島俊雄（かにしま としお、1930年6月8日 - ）は、日本の経営学者。経済学博士（名古屋大学・論文博士・1966年）（学位論文「経営監査論」）。名古屋大学名誉教授。

## 略歴
愛知県出身。1953年名古屋大学経済学部卒業。同大学院、神戸大学大学院に学び、1966年「経営監査論」で名古屋大学より経済学博士の学位を取得。
滋賀大学経済学部助手、講師、助教授、名古屋大学経済学部助教授、教授。1994年定年退官、名誉教授、名古屋学院大学大学院経済経営研究科長教授、特任教授。2002年退職。日本会計研究学会太田賞受賞。監査が専門。
大蔵省公認会計士試験委員、文部省大学入試センター試験簿記会計部会委員長などを歴任し、日本監査研究学会理事、日本会計研究学会会員、日本商工会議所簿記検定試験専門委員、名古屋商工会議所簿記検定試験審査委員長、愛知県公害審査会委員、2010年瑞宝中綬章受章。

## 著書
- 『経営監査論 内部監査の機能的展開としての経営監査研究』同文館出版 1970
- 『現代監査制度論』同文館出版 1976
- 『管理会計としての月次損益計算研究』実教出版 1982
- 『監査通論 会計士監査論の構造』実教出版 1985
- 『公認会計士2次試験実戦テスト 監査論』税務経理協会 1987
- 『現代企業の監査 監査環境と新潮流』中央経済社 1990
- 『システム監査の基礎知識』東京経済情報出版 1992

### 共編著
- 『経営監査論』古川栄一共著 丸善 経営学全書 1974
- 『経営業務監査』友杉芳正,津田秀雄共著 同文館出版 1988
- 『会計情報の監査 会計情報の信頼性と外部調査』編著 中央経済社 1990
- 『簿記入門』榊原正幸共著 税務経理協会 1995

## 論文
- <可児島俊雄